# Ovoceve, Djankoi
Ovoceve (în ucraineană Овочеве) este un sat în comuna Izumrudnivskîi din raionul Djankoi, Republica Autonomă Crimeea, Ucraina.

## Demografie
Componența lingvistică a localității Ovoceve
     Rusă (64,29%)
     Tătară crimeeană (20,57%)
     Ucraineană (12,68%)
     Alte limbi (0,49%)
Conform recensământului din 2001, majoritatea populației localității Ovoceve era vorbitoare de rusă (64,29%), existând în minoritate și vorbitori de tătară crimeeană (20,57%) și ucraineană (12,68%).